# عباس بارز
عباس اسلامی متخلص به بارز (زادهٔ ۱۳۰۰، شهرستان اهر – ۲۴ آبان ۱۳۹۰، اهر) شاعر معاصر و نویسنده ترک‌ ایرانی بود.
او در روستای یخفروزان، واقع در نزدیکی اهر، متولد شد. پدرش شیخ الاسلام «میرزا جعفر» و از عالمان منطقه قره داغ بود. بارز دوران تحصیل را پیش پدر و در مکتب خانه دینی، حوزوی ادامه داد. او در نوجوانی عاشق دختری از اقوام پدریش شده و تحت تأثیر عشق اولین شعرش را در ۱۶ سالگی سرود. عباس اسلامی در سال‌های آغازین شاعری «مهجور» تخلص می‌کرد و سپس تخلص «بارز» را برای خود انتخاب کرد. بارز از اول کشاورزی می‌کرد. در آغاز جوانی در اداره ریشه کنی مالاریا در اهر استخدام شد. چندی بعد، در سال ۱۳۴۰، از آنجا بیرون آمده در اداره آموزش و پرورش به عنوان معلم استخدام شد. او پس از ۳۰ سال تدریس، در سال ۱۳۷۰، باز نشسته شد. بارز روز سه شنبه ۲۴ آبان ماه ۱۳۹۰ در اهر درگذشت. پیکر او در آی پیرزن در زمینی کنار خانهٔ قدیمی اش به خاک سپرده شد.

## آثار عباس بارز
- اولین کتاب عباس بارز بنام «گل‌های رنگارنگ»، که به زبان ترکی و فارسی نگاشته شده، توسط کتابخانه فردوسی تبریز منتشر شده‌است.[۳]
- «ائل دایاقینا سلام» در سال ۱۳۴۶ توسط مؤسسه مطبوعاتی یزدانی چاپ و منتشر شده‌است.[۴] اشعار این منظومه آن طور که در مقدمه به آن اشاره شده در سال ۱۳۳۳ سروده شده‌اند. این منظومه در واقع نظیره‌ای بر «حیدربابایه سلام» شهریار است.[۵]
- مجموعه شعر یاسلی ساوالان[۶] آخرین اثر منتشر شدهٔ عباس بارز است. در این کتاب مجموعه‌ای از اشعار ترکی خود را که عمدتاً در قالب‌های سنتی سروده شده فراهم آورده‌است. موضوعات اجتماعی و بومی پاره‌ای از مضامین این اشعار را تشکیل می‌دهد.[۱]
- از اثرات عمر هشتاد و پنج ساله بارز هنوز هم ثمرات بسیاری هست که به زیر چاپ نرفته‌اند، از آن جمله‌اند:[۷] «آی عاشیقلار یاسا گلین»، «چوبان قارداش»، «ساری داش»، «شئیور پوئه‌ماسی»، «بایاتی لار»، «ساری و سوسن داستانی».

## نمونه شعر
- یاسلی ساوالان:[۸]

| هر زامانکی باخیرام باشینا قار وار گؤرورم                 |  | اوغلو اؤلموش آنا تک گؤزلرین آغلار گؤرورم       |
| هر طرفدن چکیلیب سینه‌وه داغلار گؤرورم                     |  | آی آلان اوستونو غم چیسگینی، هر یانی دومان      |
| آی یاغان باشینا غملر اودو، یاسلی ساوالان                 |  |                                                |
| قله ات را همواره پوشیده از برف یافته‌ام                   |  | بسان مادری فرزند مرده، چشمانت را گریان یافته‌ام |
| گویی از هر طرف سینه ات داغدار شده‌است                     |  | و مهی غم آلود ترا کفن پوشانده‌است               |
| تو، ای سبلان داغدار، ای که بر سرت خاکستر غم فرو ریخته‌است |  |                                                |
| ....                                                     |  | ....                                           |

- ائل دایاقی:[۹]

| ائل دایاقی یوزوم سنه چؤننده              |  | جوان بختیم چراغ کیمی سؤننده        |
| گوزیاشلاری قزل قانا دؤننده               |  | ئوزون گلیب منه مزارآچئیدین         |
| قبریم اوسته بیردسته گول ساچئیدین         |  |                                    |
| ائل دایاقی، هنگامی که روی به تو می‌گردانم |  | و احساس سر شستگی‌ام عود می‌کند       |
| و از بارش اشک چشمانم خون آلود می‌شوند     |  | کاش جای مزاری را برایم نشان می‌کردی |
| و بعد دفن دسته گلی بر آن می‌نشاندی        |  |                                    |
| ....                                     |  | ....                               |

- گئجه لر:[۱۰]

| تنگ اولور باشیما تک لیک ساری، عا لم گئجه لر |  | تنهایی، در ظلمات شب، عالم را در نظرم تنگ می‌کند |
| بیر نفر اولمادی منله اولاً همدم گئجه لر      |  | افسوس، کسی نیست مرا در امتداد شب همراه شود     |
| عشقه بیگانه اولانلار نه بیلیر کیم نه چکیر   |  | آنکه بیگانه ز عشق است، درد من عاشق را کجا داند |
| چکمه سین من چکنی اهل جهنم گئجه لر           |  | نکنم آرزو درد شبانه‌ام را به دوزخیان            |
| ....                                        |  | ....                                           |